# Юніверсіті-Гайтс (Огайо)
Юніверсіті-Гайтс (англ. University Heights) — місто (англ. city) в США, в окрузі Каягога штату Огайо. Населення — 13 914 особи (2020).

## Географія
Юніверсіті-Гайтс розташоване за координатами 41°29′41″ пн. ш. 81°32′5″ зх. д. / 41.49472° пн. ш. 81.53472° зх. д. (41.494805, -81.534821).  За даними Бюро перепису населення США в 2010 році місто мало площу 4,71 км², уся площа — суходіл.

## Демографія
Згідно з переписом 2010 року, у місті мешкало 13 539 осіб у 4810 домогосподарствах у складі 3011 родини. Густота населення становила 2872 особи/км².  Було 5248 помешкань (1113/км²).
Расовий склад населення:
| - 71,8 % — білих - 23,1 % — чорних або афроамериканців - 2,4 % — азіатів - 0,1 % — корінних американців |

До двох чи більше рас належало 1,6 %. Частка іспаномовних становила 2,8 % від усіх жителів.
За віковим діапазоном населення розподілялося таким чином: 22,7 % — особи молодші 18 років, 65,6 % — особи у віці 18—64 років, 11,7 % — особи у віці 65 років та старші. Медіана віку мешканця становила 30,7 року. На 100 осіб жіночої статі у місті припадало 91,0 чоловіків;  на 100 жінок у віці від 18 років та старших — 87,8 чоловіків також старших 18 років.
Середній дохід на одне домашнє господарство  становив 82 469 доларів США (медіана — 60 313), а середній дохід на одну сім'ю — 103 669 доларів (медіана — 82 818). Медіана доходів становила 53 702 долари для чоловіків та 50 362 долари для жінок. За межею бідності перебувало 14,3 % осіб, у тому числі 13,4 % дітей у віці до 18 років та 9,7 % осіб у віці 65 років та старших.
Цивільне працевлаштоване населення становило 6550 осіб. Основні галузі зайнятості: освіта, охорона здоров'я та соціальна допомога — 38,5 %, мистецтво, розваги та відпочинок — 12,2 %, науковці, спеціалісти, менеджери — 11,9 %.